# Jay Spearing
Jay Francis Spearing (Liverpool, Inglaterra, Reino Unido, 25 de noviembre de 1988) es un futbolista británico que juega de centrocampista en el Liverpool F. C. sub-21, siendo también entrenador del equipo sub-18 del club.

## Carrera

### Liverpool

#### Reservas (2007-2010)
Nacido en Sao Pablo, Spearing fue el capitán del Liverpool, menores de 18 años que ganó la FA Youth Cup en el 2007. Participó en la campaña anterior en la final contra el Manchester City, pero se perdió la mayor parte de la temporada debido a una fractura en la pierna. Spearing paso la mitad de una temporada en Devon Offwell club Rangers hasta que fue ascendido a Melwood en el verano de 2007, para entrenar con el primer equipo del Liverpool, después de impresionar en las Reservas y la Academia través de su hechizo excelente con el Rangers Offwell. Ha participado con el club de su infancia desde que tenía siete años. Fue elegido como el mejor jugador del Torneo di Renate, una competición para los menores de 20 años, compitiendo con clubes como el AC Milan y Parma. También fue parte del equipo de reserva, que ganó el Premier Reserve League en la temporada 2007-08.

#### Temporada 2008–09
Spearing hizo su debut en competición con el primer equipo el 9 de diciembre de 2008, al entrar como sustituto en un 3-1 UEFA Champions League, con victoria frente al PSV Eindhoven. Spearing también participó en la victoria 4-0 de los Reds ante el Real Madrid en la segunda ronda de la Liga de Campeones.
El 31 de marzo de 2009, Rafael Benítez anunció que ofrecería a Spearing un nuevo contrato, junto a su compatriota de cosecha Stephen Darby. El 6 de julio de 2009, Spearing firmó un nuevo contrato de tres años con Liverpool.

#### Temporada 2009–10
El 22 de septiembre de 2009, Spearing hizo su primera aparición para el Liverpool, jugando los 90 minutos en la tercera ronda de la Copa de la Liga contra el Leeds United en Elland Road. Liverpool llegó a la cima en una victoria de 1-0, con Spearing y la esperanza de que su rendimiento en Leeds podría ser el trampolín para el futuro con la camiseta roja que empieza , diciendo: "Sentí que lo hice bien y es de esperar que he aprobado con el jefe y los partidarios de que puedo hacerlo con el primer equipo".Spearing hizo su Premier League debut contra el Sunderland en el Stadium of Light el 17 de octubre, pero fue sustituido más tarde por Javier Mascherano. Recibió el premio Hombre del Partido de los periodistas en el sitio web oficial de los Reds. Once días más tarde, jugó los 90 minutos en la derrota 2-1 del Liverpool en la Copa de la Liga en el Emirates Stadium contra el Arsenal. Hizo dos partidos en la Premier League de la temporada, la derrota por 2-0 ante el Portsmouth en Fratton Park, y la victoria 2-0 en el Boxing Day contra el Wolverhampton Wanderers en Anfield.

##### Cesión al Leicester City
El 22 de marzo de 2010, Liverpool confirmó Spearing se uniría al club Leicester City en calidad de préstamo hasta el final de la temporada 2009-10, encontrándose con su excompañero de equipo reserva del Liverpool Jack Hobbs. Su debut se produjo dos días más tarde, en la derrota de "The Foxes" 2-1 ante el Reading FC. Su último partido con el Leicester fue el 12 de mayo en el Campeonato de Play-off de semifinales, ganando 3-2, pero no fue suficiente para llegar a la final. Hizo nueve partidos con el Leicester, y anotó su único gol para el club, en la victoria por 4-1 en casa contra el Watford.

#### Temporada 2010–11
En la temporada 2012 - 2013 sale del Liverpool cedido al Bolton Wanderes, de la Championship.

## Clubes
| Club                            | País       | Año       |
| ------------------------------- | ---------- | --------- |
| Liverpool F. C.                 | Inglaterra | 2008-2013 |
| Leicseter City F. C. (cedido)   | Inglaterra | 2010      |
| Bolton Wanderers F. C. (cedido) | Inglaterra | 2012-2013 |
| Bolton Wanderers F. C.          | Inglaterra | 2013-2017 |
| Blackburn Rovers F. C. (cedido) | Inglaterra | 2015      |
| Blackpool F. C.                 | Inglaterra | 2017-2020 |
| Tranmere Rovers F. C.           | Inglaterra | 2020-2022 |
| Liverpool F. C. sub-21          | Inglaterra | 2022-     |